# Catherine Grand

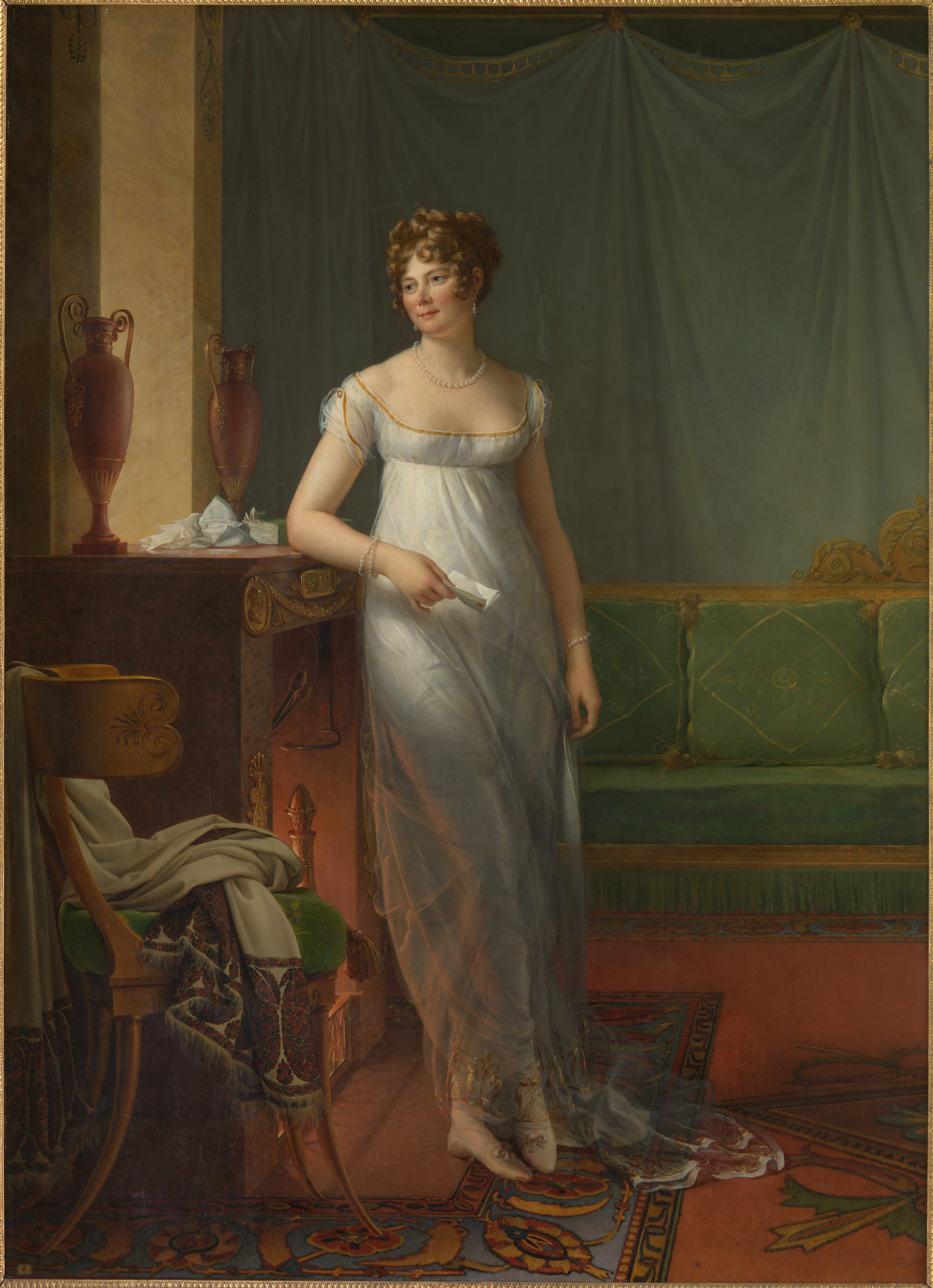
François Gerard: Madame Grand, Öl auf Leinwand, um 1805

Noëlle-Catherine Grand, besser bekannt als Madame Talleyrand-Périgord, Princesse de Bénévent (* 21. November 1762 in Tharangambadi, Indien; † 10. Dezember 1834 in Pont-de-Sains bei Paris), war eine französische Mätresse, Salonnière und eine bekannte Schönheit des 19. Jahrhunderts.

## Leben
Noëlle-Catherine Verlée (oder Worlée) war die zweite Tochter des Fregatten-Leutnants und Hafen-Kapitäns von Chandernagor Jean-Pierre Verlée und seiner Ehefrau Laurence Alleigne. 1777 zog die Familie nach Chandernagor um. Dort wurde sie mit dem Engländer mit französischer Herkunft, George Francis Grand, einem Oberleutnant des British Civil Service, bekannt gemacht. Am 7. April 1778 heiratete sie ihn in der Kirche von Chandernagor und am selben Tag in der St. John's Church in Kalkutta. Das Ehepaar ließ sich in Kalkutta nieder. Einige Zeit später kamen Gerüchte auf, dass sie eine Liebesbeziehung mit dem reichen irischen Offizier und Politiker Sir Philip Francis unterhielt. Zunächst brachte Grand seine Frau nach Chandernagore zurück, schickte sie jedoch einige Monate später mit einem Schiff nach England.

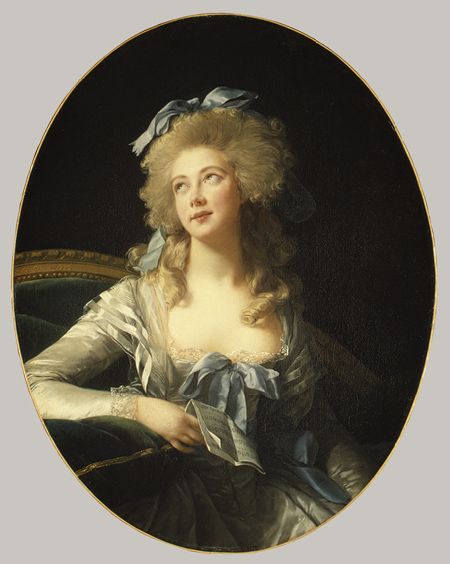
Élisabeth Vigée-Lebrun: Madame Grand, Öl auf Leinwand, 1783

Nach einigen amourösen Abenteuern in England ging Catherine Grand 1783 nach Frankreich, wo sie in Paris einen bekannten Literarischen Salon in der Rue du Sentier führte und zu einer der berüchtigten Pariser Kurtisanen aufstieg. Zu ihren Geliebten gehörten der Bankier Valdec de Lessart und der Entomologe Maximilian Spinola.
1792 wurde der Palais des Tuileries von der Pariser Bevölkerung und den Delegierten der Provinzen gestürmt. Ludwig XVI. wurde gefangen genommen und ins Gefängnis gebracht. Catherine Grand gelang die Flucht aus Paris zurück nach England. Sie kehrte nach dem Sturz von Maximilien de Robespierre zurück nach Frankreich und wurde kurz darauf unter dem Vorwurf der Spionage ins Gefängnis gebracht. Sie wurde vor dem Revolutionstribunal wegen Unterstützung der Konterrevolution und Kontakten zu Emigrierten angeklagt und zum Tode verurteilt. Aus dem Gefängnis heraus bat sie den Außenminister, Charles-Maurice de Talleyrand-Périgord (1754–1838), um Intervention. Die Schönheit und Anmut der jungen Frau hatte Einfluss auf den Minister, einen ehemaligen Bischof der römisch-katholischen Kirche.

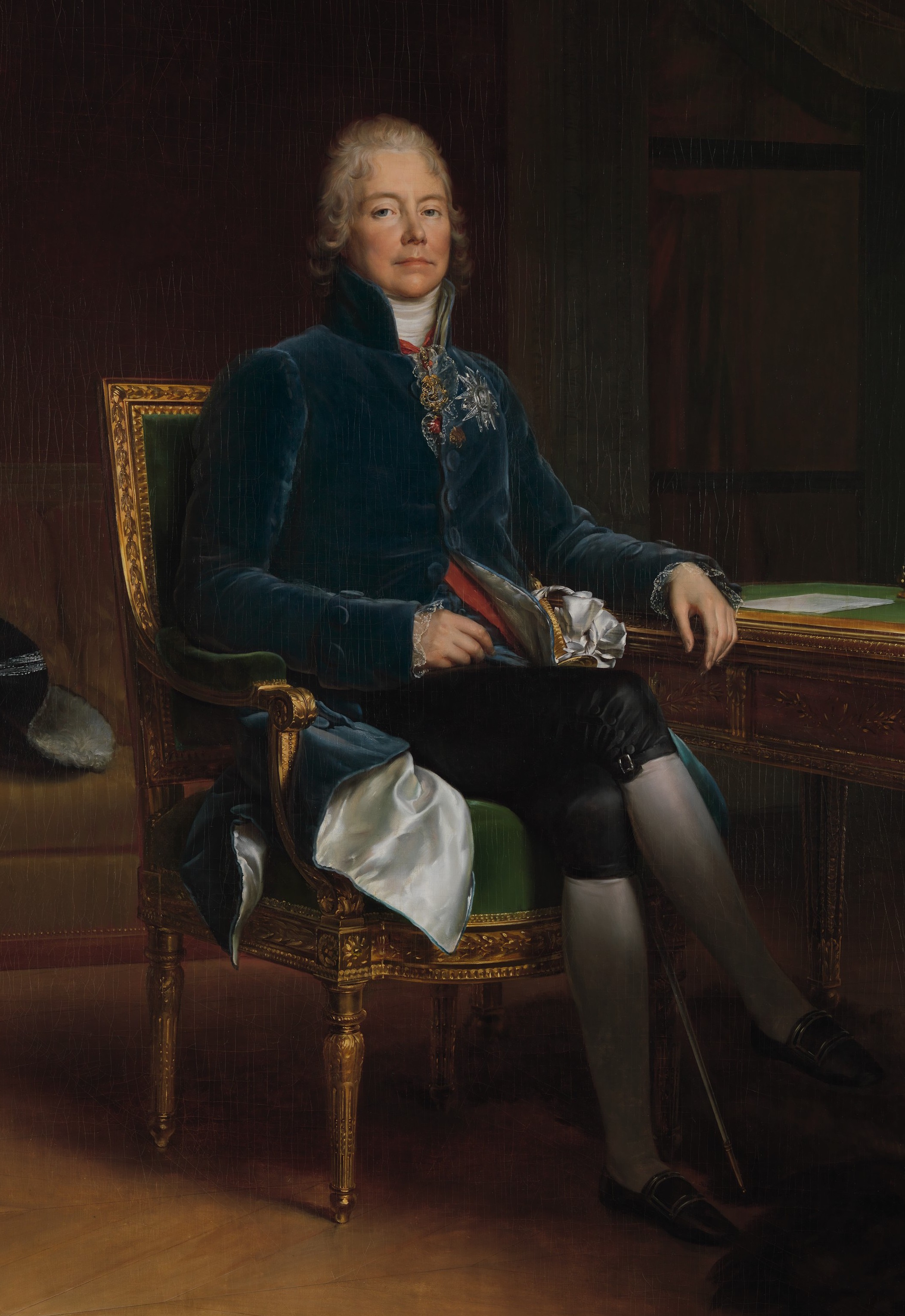
François Gérard: Charles-Maurice de Talleyrand-Périgord, Öl auf Leinwand, 1808

Nach ihrer Freilassung lebte Madame Grand mit Talleyrand in der Amtsresidenz des Ministers in wilder Ehe. Napoleon Bonaparte forderte nach dem Konkordat von 1801 von Talleyrand, seine Geliebte entweder zu heiraten oder sie aufzugeben. Madame Grand könne jedenfalls nicht als Mätresse des Außenministers den französischen Staat repräsentieren. Grands Ehemann wurde großzügig abgefunden und mit einem Posten in der Kapprovinz belohnt, nachdem er in die Scheidung eingewilligt hatte. Die Hochzeit von Charles-Maurice de Talleyrand-Périgord und Catherine Grand fand am 9. September 1802 in der Rue de Verneuil im Beisein von Bonaparte und dessen Frau Joséphine de Beauharnais statt. Talleyrands Interesse an seiner Ehefrau kühlte nach der Hochzeit deutlich ab.
Madame Talleyrand reiste darauf nach England. Der französische Botschafter in London vermittelte zwischen dem Ehepaar Talleyrand und sie kehrte nach Paris zurück. In den folgenden Jahren erfüllte Madame Talleyrand ihre Aufgaben als Frau des Ministers bis zur Abreise ihres Ehemannes zum Wiener Kongress. Auf dieser Reise wurde Talleyrand von seiner Nichte, der Gräfin Dorothea von Biron, begleitet und Madame Talleyrand verließ Paris erneut. Sie zog zunächst nach London, später nach Brüssel und nahm zuletzt nördlich von Paris in Pont-de-Sains ihren Wohnsitz.

## Name in verschiedenen Lebensphasen
- 1762–1798 Noëlle-Catherine Verlée (oder Worlée)
- 1798–1802 Noëlle-Catherine Grand
- 1802–1834 Noëlle-Catherine de Talleyrand-Périgord
- 1806–1813 Noëlle-Catherine de Talleyrand-Périgord, Princesse de Bénévent